# Jonge Socialisten in de PvdA
De Jonge Socialisten in de PvdA (JS) is een Nederlandse politieke jongerenorganisatie, verbonden aan de PvdA. De JS is echter politiek onafhankelijk en haar standpunten komen dientengevolge niet altijd overeen met die van haar moederpartij. De JS is een internationaal georiënteerde organisatie en lid van de IUSY en de YES.

## Geschiedenis
Op 28 april 1946 werd de Democratische Socialistische Jongeren Vereniging "Nieuwe Koers" opgericht als een samengaan tussen de Vrijzinnig-Democratische Jongeren Organisatie (VDB), de Democratische Socialistische JO (CDU) en losse jongerengroepen uit de Nederlandse Volksbeweging. De Arbeiders Jeugd Centrale (AJC) van de SDAP bleef hier buiten en ging zelfstandig verder. Bij de oprichting had Nieuwe Koers 500 leden en werd actief in 10 districten. Na een aanvankelijke groei, nam het ledental in de jaren 1950 af. Op 22 maart 1959 werd Nieuwe Koers opgeheven en de nieuwe organisatie Federatie van Jongerengroepen van de Partij van de Arbeid (FJG) opgericht. De organisatie werd ook opengesteld voor niet PvdA-leden, met intentie om de leden van de AJC alsnog op te nemen. Deze hief zichzelf in maart 1959 wel op, maar de meeste leden gingen verder in andere organisaties en slechts een gedeelte sloot zich aan bij de FJG. Er kwam een aparte jongerensecretaris die de band tussen de jongeren en het partijbestuur moest bevorderen. FJG miste echter een duidelijke rol in de partij en kreeg ook binnen de PvdA concurrentie van de Nieuw Linksbeweging. Sinds februari 1978 wordt de huidige naam gebruikt.
Vanuit de JS zijn veel politici doorgestroomd naar de PvdA. Zo had het oud-JS-lid Attje Kuiken van 2006 tot 2023 zitting in de Tweede Kamer, waarvan het laatste jaar als fractievoorzitter. Oud-JS-voorzitter Sharon Dijksma was in het kabinet-Balkenende IV staatssecretaris van Onderwijs en in het kabinet-Rutte II staatssecretaris van Infrastructuur en Milieu. Oud-JS-voorzitter Tjeerd van Dekken had van 17 juni 2010 tot 22 maart 2017 zitting in de Tweede Kamer der Staten-Generaal, terwijl oud-voorzitters Loes Ypma en Mohammed Mohandis van 20 september 2012 tot 22 maart 2017 zitting hadden in de Tweede Kamer. Mohandis zit sinds 2 juni 2022 weer in de Tweede Kamer.

## Structuur

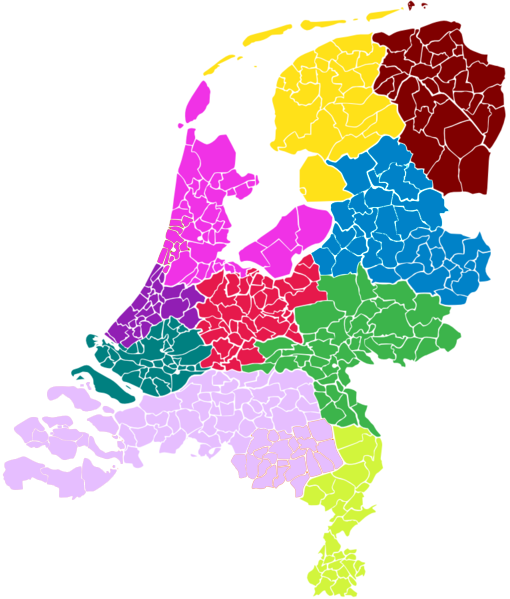
Afdelingen van de Jonge Socialisten
Arnhem-Nijmegen
Brabant-Zeeland
Den Haag-Leiden
Friesland
Groningen
Limburg
Noord-Holland
Overijssel
Rijnmond
Utrecht

Het landelijk bestuur van de JS heeft de dagelijkse leiding over de vereniging. Daarnaast heeft de JS in Nederland tien afdelingen (Arnhem-Nijmegen, Brabant-Zeeland, Den Haag-Leiden, Friesland, Groningen, Limburg, Noord-Holland, Overijssel, Rijnmond en Utrecht) met elk een eigen afdelingsbestuur. Deze afdelingen fungeren als de basis van de vereniging vanuit waar leden activiteiten kunnen bijwonen. Ook hebben de afdelingen via het voorzittersoverleg en congressen een controlerende functie jegens het landelijk bestuur. Verder kent de jongerenorganisatie landelijke werkgroepen, zoals onderwijs en internationale politiek, waarbinnen gediscussieerd wordt en die activiteiten rond het thema van de werkgroep organiseren. De JS heeft twee netwerken: het Regenboognetwerk en het Vrouwen*netwerk. Ook heeft de JS een eigen (digitaal) ledenblad, genaamd LAVA.

## Bestuur in opspraak

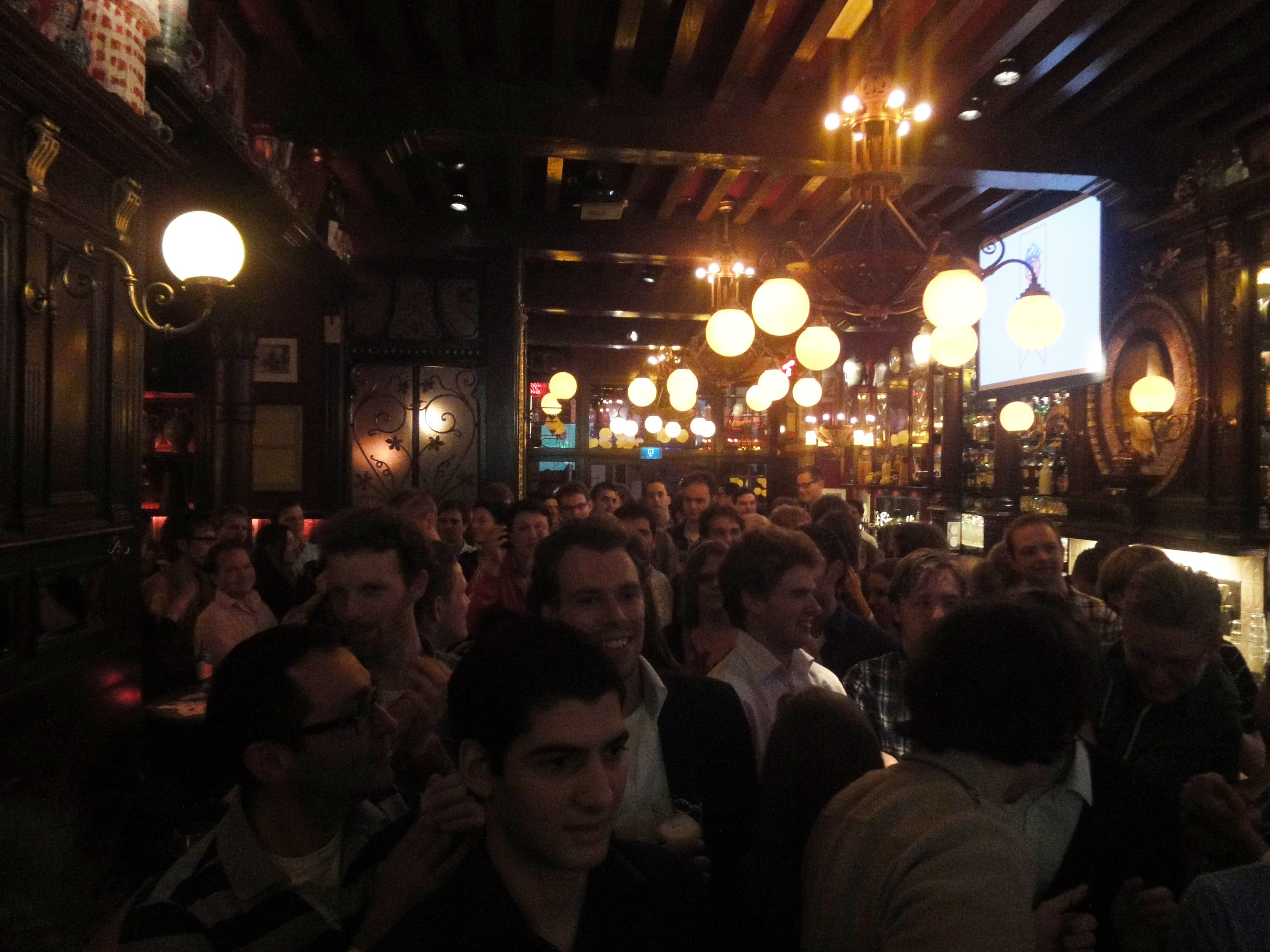
35-jarig bestaan van de JS, 2012

In 2023 kwamen de Jonge Socialisten landelijk negatief in het nieuws doordat twee oud-penningmeesters werden beticht van financieel wanbeheer en verdacht van de verduistering van tienduizenden euro's, waardoor de vereniging zo goed als failliet zou zijn.

## Lijst voorzitters

### Voorzitters JS
2025-heden: Boyd Angenent
- 2024-2025: Jasmijn Hofman
- 2023-2024: Iris Vrolijks
- 2022-2023: Bob den Ouden
- 2022: Lukas van Dongen
- 2020-2022: Andrej van Hout
- 2019-2020: Luna Koops
- 2018-2019: Twan Wilmes
- 2016-2018: Lieke Kuiper
- 2014-2016: Bart van Bruggen
- 2012-2014: Toon Geenen
- 2011-2012: Rick Jonker
- 2010-2011: Jelle Menges
- 2009-2010: Mohammed Mohandis
- 2008-2009: Sven Stevenson
- 2007-2008: Michiel Emmelkamp
- 2006-2007: Peter Scheffer
- 2005-2006: Ruben Zandvliet
- 2004-2005: Remy Wilshaus
- 2003-2004: Loes Ypma
- 2002-2003: Servaz van Berkum
- 2001-2002: Jasper Fastl
- 2000-2001: Sander Zboray
- 1999-2000: Eddy Bekkers
- 1997-1999: Omar Ramadan
- 1996-1997: Fanny Bod
- 1994-1996: Tjeerd van Dekken
- 1992-1994: Sharon Dijksma
- 1990-1992: Mark de Koning
- 1988-1990: Marcel Hoogland
- 1988-1989: Franke Beiboer
- 1986-1988: Erwino Ouwerkerk
- 1983-1986: Michiel Zonneveld
- 1982-1983: Margo Vliegenthart
- 1979-1982: Rob van Gijzel
- 1978-1979: Felix Rottenberg

### Voorzitters FJG
Dit overzicht is mogelijk incompleet; u kunt helpen door het uit te breiden.
- 1976-1978: Felix Rottenberg
- 1975-1976: Ruud Dekker
- 197?-197?: Jan de Vos
- 1970-1973: Tom Stom
- 1969-1970: Boudyn Uythof
- 1968-1969: Relus ter Beek
- 1966-1968: Arie van der Hek
- 1965-1966: Henk de Roos
- 1964-1965: J. Koopman
- 1963-1964: André van der Louw
- 1962-1963: Piet Dankert
- 1959-1962: ?

### Voorzitters Nieuwe Koers
- 1958-1959: Joop de Haan
- 1957-1958: Henk Voorwinde
- 1956-1957: Cees Boerman
- 1955-1956: Herman Wigbold
- 1953-1955: Wim Singer
- 1951-1953: Jan de Leede
- 1950-1951: Martijn Tjebbes
- 1948-1950: Wim Meynen
- 1946-1948: Goos van 't Hull